# Epilachninae

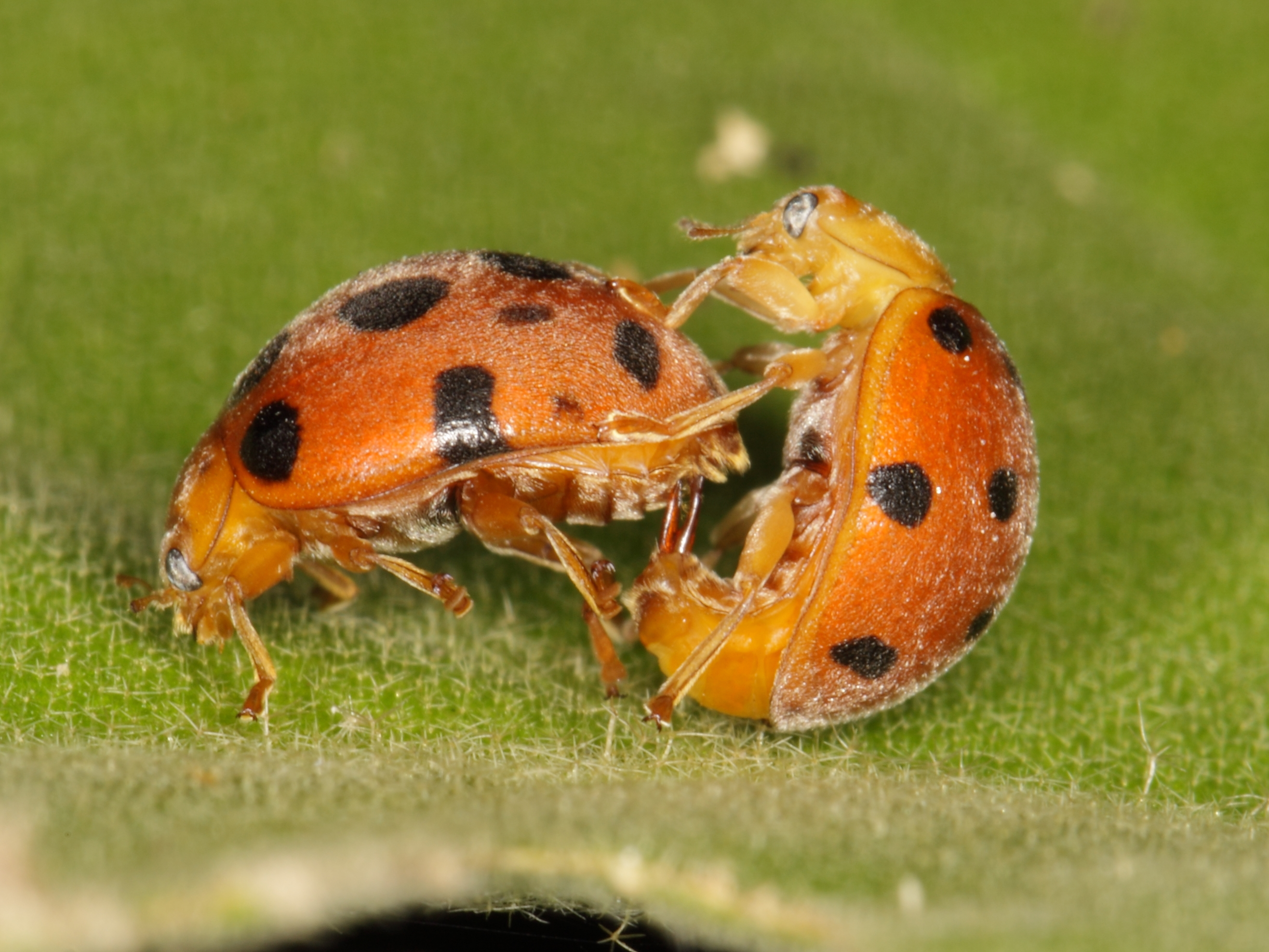
Epilachna

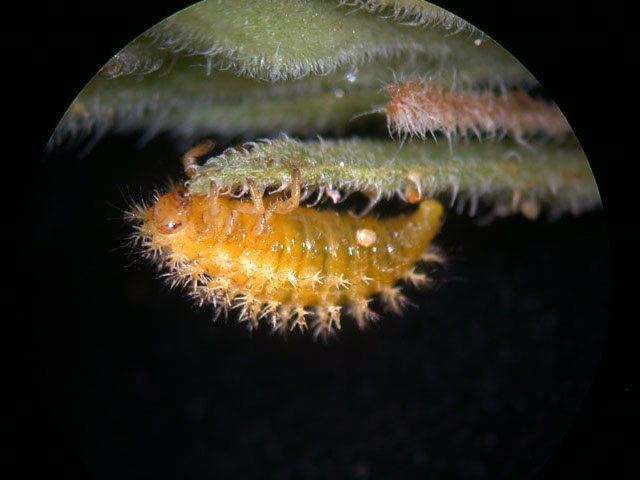
Larva, vista lateral Henosepilachna argus

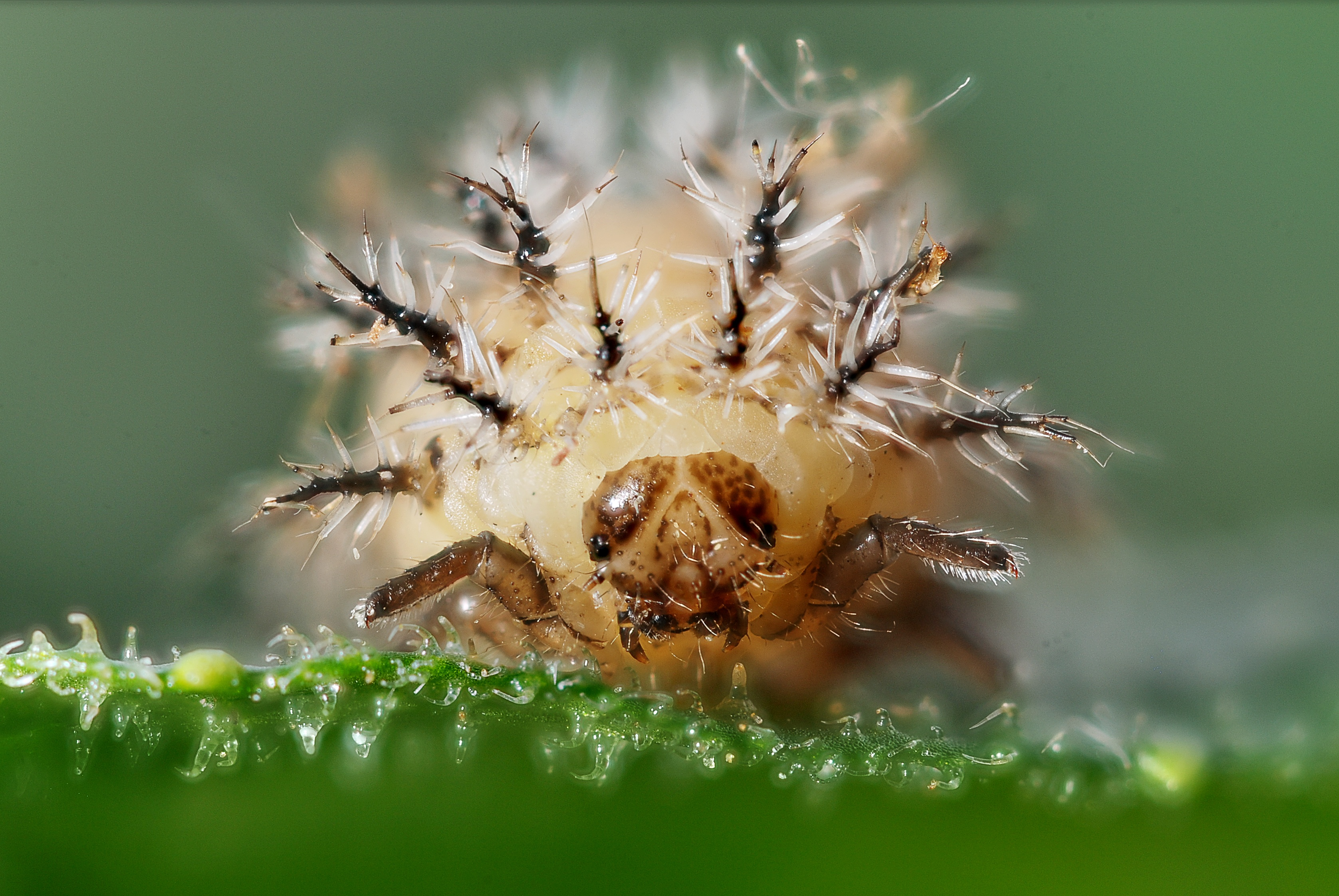
Larva, vista frontal Henosepilachna argus

Epilachninae es una subfamilia de Coccinellidae de los coleópteros polífagos. A diferencia de otros coccinélidos, se alimentan de plantas (herbívoros) y pueden ser una verdadera plaga de cultivos, especialmente de las familias Solanaceae y Cucurbitaceae.
El 16% de las especies de coccinélidos pertenecen a esta subfamilia. Son fáciles de identificar cuando se los encuentra en las plantas porque son selectivos en su alimentación. Es más difícil hacerlo cuando se dispone de un ejemplar sin saber donde se lo obtuvo. A veces es necesario realizar una disección o hay que observar los huevos o larvas que suelen ser más fáciles de identificar que los adultos.

## Biología
Principalmente constituyen serias plagas de las familias Solanaceae y Cucurbitaceae, pero también se alimentan de plantas de otras familias, como Fabaceae (legumbres), Poaceae (maíz) y Brassicaceae. La mayoría se especializan en una sola especie de plantas.
Suelen tener una o dos generaciones por año.

## Géneros
Tribu Epilachnini
- Adira
- Afidenta
- Afidentula
- Afissula
- Afilachna
- Chnootriba
- Epilachna
- Henosepilachna
- Macrolasia
- Subafissa
- Subcoccinella
- Toxotoma

Tribu Epivertini
- Epiverta

Tribu Eremochilini
- Eremochilus

Tribu Madaini
- Cynegetis
- Damatula
- Figura
- Lorma
- Mada
- Malata
- Megatela
- Merma
- Pseudodira
- Tropha